# Bétheny
Bétheny es una comuna francesa situada en el departamento de la Marne en la región de Champaña-Ardenas.
Forma parte de la communauté d'agglomération Reims Metropolitana.
Sus habitantes son llamados los Bethenyats (un Bethenyat, una Bethenyate). 

## Historia
Del 22 al 29 de agosto de 1909 se desarrolló en Bétheny la « Gran semana de la aviación de la Champagne (Grande semaine d'aviation de la Champagne) », primer encuentro internacional de aviadores en la historia de la aviación, al que acudieron un millón de espectadores. En julio de 1910 fue organizada una segunda semana de la aviación y, en 1913, la copa Gordon Bennett de velocidad de aviación es obtenida por Maurice Prévost con sus 203 kilómetros por hora en su avión Deperdussin. 
En el mismo lugar se realizó el tercer encuentro aéreo internacional, y se construyó la Base aérea 112 Reims-Champagne « Commandant Marin la Meslée » de Reims, que entró en servicio en octubre de 1928.
La proximidad de la población al frente durante la I Guerra Mundial resultó en la destrucción de la mayor parte de los edificios. Durante la II Guerra Mundial fue bombardeada en 1944 por la presencia de un aeródromo en sus proximidades.

## Administración
Lista no exhaustiva de los alcaldes de Betheny de 2001 a 2008.
| período del mandato | nombre del alcalde | partido |
| ------------------- | ------------------ | ------- |
| 2001 > 2008         | Jean-Louis Cavenne | PS      |

## Demografía
| 287 | 343 | 345 | 407 | 560 | 526 | 602 | 582 | 629 | 628 | 594 | 586 | 680 | 930 | 1 009 | 1 108 | 1 137 | 1 105 | 1 227 | 1 343 | 779 | 1 662 | 1 696 | 1 643 | 1 224 | 1 518 | 2 482 | 2 747 | 4 651 | 5 635 | 6 487 | 5 943 | 6 322 |
| Para los censos de 1962 a 1999 la población legal corresponde a la población sin duplicidades (Fuente: INSEE [Consultar]) |     |     |     |     |     |     |     |     |     |     |     |     |     |       |       |       |       |       |       |     |       |       |       |       |       |       |       |       |       |       |       |       |

## Personalidades nacidas en la comuna
- René Hanriot (1867-1925) pionero de la aviación.